# ピボール行政区
ピボール行政区（ピボールぎょうせいく英語: Pibor Administrative Area）は南スーダン東部、上ナイル地方に位置する行政区。首府はピボールにある。かつてジョングレイ州に所属していた2郡から成り立つ。面積は41,654.05km2、人口は214,676人（2008年国勢調査）、326,202人（2020年投影人口）。
同じ地域に2014年から2015年まではジョングレイ州内の自治区である大ピボール行政区（Greater Pibor Administrative Area (GPAA)）、2015年から2020年まではボーマ州が設置されていた。

## 変遷
この地域には元々遊牧民であるアヌアク族、ジエ族、ムルレ族、キチェポ族が居住しており、彼らはヌエル族およびディンカ族が支配するジョングレイ州政府および南スーダン政府に対して、自治政府の設立を要求していた。2010年にムルレ族を中心に南スーダン民主運動/軍（SSDM/A）が結成されると、南スーダン政府に対して武装蜂起を行った。なおそれ以前にもこの地では土地をめぐる民族間の衝突が起きていた（スーダン遊牧民紛争）。
SSDM/Aの反乱は2011年6月に停戦協定が調印されたことで終結するも、協定に不満を持ったSSDM/Aの一派、デイヴィッド・ヤウ・ヤウ率いるコブラ派（Cobra Faction）は2012年に再度蜂起し、一帯を支配下に置いた。南スーダン政府とコブラ派は2014年1月30日に停戦合意、同年5月9日に和平協定が締結され、この協定によってジョングレイ州内に大ピボール行政区（GPAA）の設立が決定した。行政区長官にはヤウ・ヤウが就任。
2015年12月24日に州が再編されるとGPAAは単独の州へ昇格し、ボーマ州と名乗った。2020年2月15日、2015年に設置された州の廃止が決定されるが、ボーマ州はピボール行政区（PAA）として単独の行政区画に留まった。しかし、行政区へ再編された後も民族間の衝突が続いている。

## 行政官
大ピボール行政区長官（GPAA、2014年 - 2015年）
行政区長官は州知事と同等の権力を持つ。
- デイヴィッド・ヤウ・ヤウ（英語版）（2014年7月30日[6] - 2015年12月23日?）

ピボール行政区長官（2020年 - ）
- 未定

## 郡
GPAAの範囲は、ジョングレイ州のピボール郡とポチャッラ郡と決定された。GPAA設立後、2郡は7郡へ分割された。
- クバル郡（またはグムルク郡、Kubal County (Gumuruk County)）
- ピボール郡（Pibor County）
- ゼーテット郡（Zertet County）
- レクアンゴレ郡（Lekuangole County）
- ボーマ郡（Boma County）
- 南ポチャッラ（Pochalla South）
- 北ポチャッラ（Pochalla North）

ボーマ州へ昇格後も郡は増加したが、2020年の再編時に元の郡へ戻された。

## 部族間対立
2020年5月、ピボール郡にて長年対立してきたムルレ人とロウ・ヌエル人との間で戦闘が発生、200人以上が死亡した。6月15日には、ロウ・ヌエル人とディンカ・ボル人が協力してムルレ人に報復攻撃を行った。